# Gestreifte Heideschnecke
Die Gestreifte Heideschnecke (Helicopsis striata), auch nur Heideschnecke genannt ist eine Schneckenart aus der Familie der Geomitridae in der Ordnung der Lungenschnecken (Pulmonata). 

## Merkmale
Das leicht gedrückte, kegelförmige und vergleichsweise kleine Gehäuse misst 4,5 bis 6,5 mm in der Höhe und 6 bis 9 mm in der Breite. Der Protoconch misst 1,5 mm im Durchmesser. Die 4 bis 4,5 regelmäßig zunehmenden Umgänge sind an der Peripherie gut gerundet. Sie bilden eine mäßig tiefe Naht. Die letzte Windung senkt sich zur Mündung nur minimal ab. Der Nabel ist mäßig weit (Nabelweite zu Gehäusebreite etwa 0,21). Der Nabel ist häufig durch die letzte halbe Windung etwas erweitert. Die Mündung ist rundlich mit scharfen Rändern und oft mit einer deutlichen weißen Lippe. 
Die Schale des Gehäuses ist weißlich und opak. Die Oberfläche zeigt grobe und etwas unregelmäßige, rippenartig verstärkte Anwachsstreifen. Die Zeichnung besteht aus dunklen, häufig unterbrochenen Bändern, und ist sehr variabel.
Im weiblichen Teil des zwittrigen Genitaltraktes ist das Genitalatrium sehr kurz. An der Vagina sitzen vier Pfeilsäcke an, zwei sehr große äußere Pfeilsäcke, die die Liebespfeile enthalten und zwei sehr kleine akzessorische innere Pfeilsäcke. Darüber sitzen zwei bis vier Glandulae mucosae, die sich jeweils in ein bis vier Arme aufteilen. Der freie Eileiter ist sehr kurz, zwei- bis dreimal kürzer als die Vagina. Der Stiel der Spermathek ist annähernd zylindrisch und recht lang. Die Blase kommt in Höhe des Eisamenleiter zu liegen, erreicht jedoch die Albumindrüse. Im männlichen Trakt dringt der Samenleiter etwa rechtwinklig in den Epiphallus ein. Dieser ist etwa dreimal so lang wie das Flagellum. Der Penis ist vergleichsweise lang und dick, und deutlich vom etwa doppelt so langen Epiphallus abgesetzt. Der Penisretraktormuskel setzt am distalen Ende des Epiphallus an (nach Schileyko). 

### Ähnliche Arten
Das Gehäuse der Gestreiften Heideschnecke ähnelt stark dem der Zwerg-Heideschnecke (Xerocrassa geyeri). Eine sichere Unterscheidung ist nur durch eine anatomische Untersuchung des Genitalapparates möglich. Der Protoconch ist bei Helicopsis striata etwas größer (1,5 mm zu 1 mm), der Nabel ist etwas weiter (0,21 zu 0,15). Außerdem sind die Rippen etwas regelmäßiger. Im Genitalapparat sind bei der Zwerg-Heideschnecke nur zwei rudimentäre Pfeilsäcke vorhanden, die zudem keine Pfeile enthalten. Bei der Gestreiften Heideschnecke sind vier gut ausgebildete Pfeilsäcke vorhanden, von denen die jeweils äußeren Pfeilsäcke auch Liebespfeile enthalten.
Die Quendelschnecke (Candidula unifasciata) besitzt ebenfalls ein ähnliches Gehäuse mit ähnlicher Zeichnung. Es ist im Durchschnitt etwas mehr kegelförmig. Die Innenlippe ist an der Basis stärker verdickt. Die Gefleckte Heideschnecke (Candidula intersecta) weist dagegen ein etwas mehr gedrücktes Gehäuse auf.

## Geographische Verbreitung und Lebensraum
Das sehr zerstreute Verbreitungsgebiet der Gestreiften Heideschnecke erstreckt sich vom östlichen Frankreich (nur Dépt. Haut-Rhin) im Westen bis nach Südrussland und Kleinasien im Osten. Die nördliche Verbreitungsgrenze verläuft nördlich des Harzes bis zur Oder. Durch Verwechslung mit der Zwerg-Heideschnecke (Xerocrassa geyeri) hat sich das Verbreitungsgebiet in Österreich erweitert. Dort sind alle Nachweise der Zwerg-Heideschnecke zu streichen, da sämtliche Belegexemplare zu Helicopsis striata zu stellen sind.
Die Gestreifte Heideschnecke bevorzugt trockene und offene, meist felsige Standorte. Sie lebt aber auch an Feldrainen oder offenen Sandgruben, die aufgegeben sind.

## Taxonomie
Das Taxon wurde 1774 von Otto Friedrich Müller als Helix striata beschrieben. Sie ist die Typusart der Gattung Helicopsis Fitzinger, 1833. Derzeit wird die Art in drei Unterarten unterteilt, die auch molekularbiologisch unterschieden werden können:
- Helicopsis striata striata (die Nominatunterart)
- Österreichische Heideschnecke (Helicopsis striata austriaca Gittenberger, 1969)
- Helicopsis striata hungarica (Soós & H. Wagner, 1935)

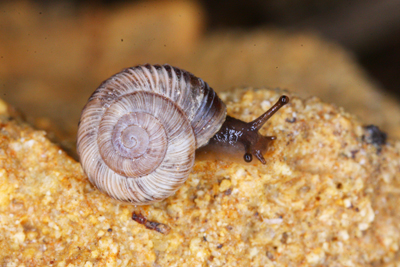
Österreichische Heideschnecke (Helicopsis striata austriaca)

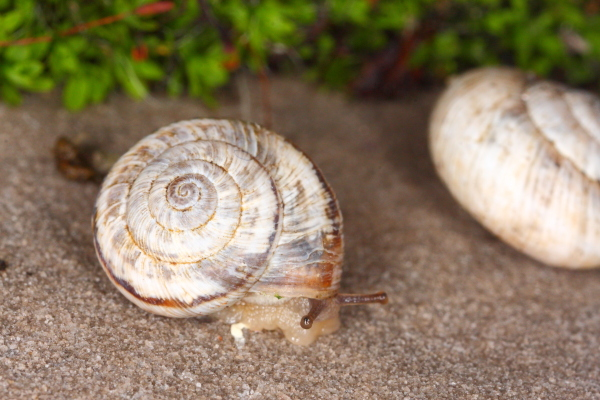
Helicopsis striata hungarica

Die Fauna Europaea führt folgende Synonyme an: Helix costulata C. Pfeiffer, 1828, Martha podolica Polinski, 1922, Helicella convexior F. Haas, 1936, Xerophila cappadocica Sturany, 1904 und Helix lunulata Krynicki, 1833.

## Gefährdung
Die Art wird von der International Union for Conservation of Nature and Natural Resources auf das Gesamtverbreitungsgebiet betrachtet als nicht gefährdet eingestuft. Regional sieht die Situation jedoch anders aus. In Deutschland ist sie akut vom Aussterben bedroht. In Österreich kommt neben der Nominatunterart, die nicht gefährdet ist, auch die Unterart Helicops striata austriaca vor. Hier sind die Bestände faktisch zusammengebrochen und die Unterart ist aktuell nur noch an zwei Lokalitäten auf Truppenübungsplätzen nachgewiesen; auch sie ist akut vom Aussterben bedroht.

## Belege

### Online
- AnimalBase